# Louis John Rhead
Louis John Rhead, dit Louis Rhead, né à Etruria, Stoke-on-Trent (Staffordshire), le 6 novembre 1857 et mort à Amityville (New York) le 29 juillet 1926, est un illustrateur américain d'origine britannique qui a marqué l'âge d'or de l'illustration américaine à la fin du XIXe siècle et au début du XXe siècle.

## Biographie
Né en Angleterre, il part étudier à Paris à l'âge de 13 ans, sous l’égide du peintre Gustave Boulanger. Il entre ensuite chez Mintons, l’atelier du célèbre potier Thomas Minton, puis, comme son frère George, gagne une bourse à l'école des beaux-arts de South Kensington. Avec son frère, à Londres, il travaille en tant que concepteur de couvertures de livres et d’affiches pour l'éditeur Cassell. La maison d'édition américaine Appleton offre alors à Louis le poste de directeur artistique. Il émigre aux États-Unis en 1883, devenant par la suite citoyen américain après son mariage avec Catherine Bogart Yates.
Fortement influencé par Eugène Grasset, il est le premier affichiste à remporter un succès international, notamment grâce à ses affiches pour le New York Sun et des périodiques comme Cassell's Magazine, The Century Magazine, Scribner's et The Bookman. En 1895, il gagne une médaille d'or dans la catégorie « Best American Poster Design » à la première exposition américaine d'affiches d'art à Boston. Rhead est aussi inspiré par Walter Crane et William Morris, deux artistes importants du mouvement Arts & Crafts. Il est lié en amitié avec Jules Chéret qui admire son travail et publiait trois de ses affiches dans Les Maîtres de l'affiche. The Salon des Cent consacre une exposition aux oeuvres de Rhead en 1896..
Louis John Rhead est également céramiste, peintre et aquarelliste. Entre 1902 et sa mort en 1926, il illustre avec ses deux frères de nombreux ouvrages pour la jeunesse, tels que Le Voyage du pèlerin, Robin des Bois et les légendes arthuriennes. Passionné de pêche à la mouche, Rhead publie plusieurs livres sur la pêche et crée une gamme de mouches et d’appâts.

## Œuvres
Gray (Haute-Saône), musée Baron-Martin :
- Sans titre (Femme et paon), estampe.

## Affiches et illustrations

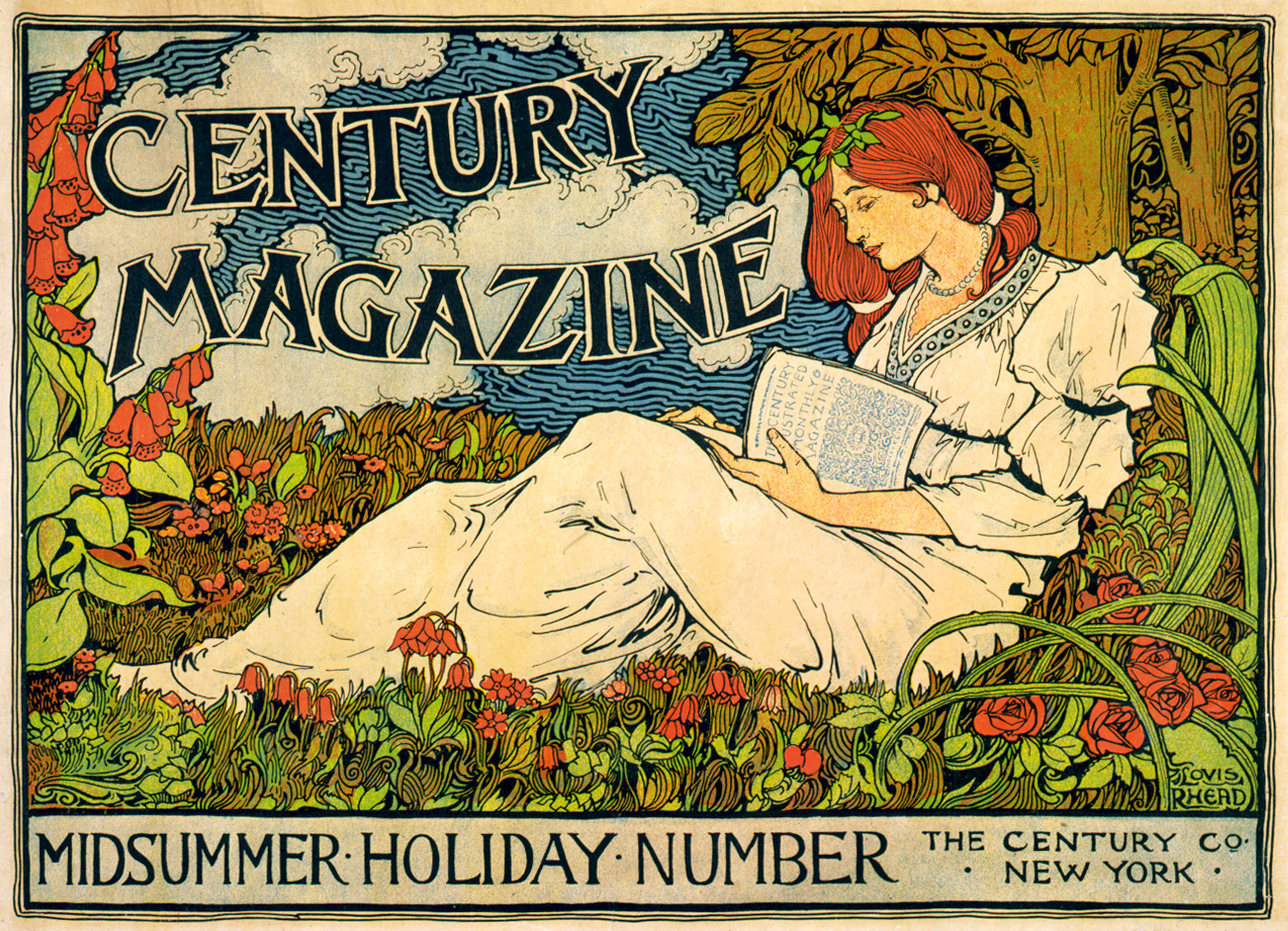
Affiche publicitaire pour The Century Magazine (1894).
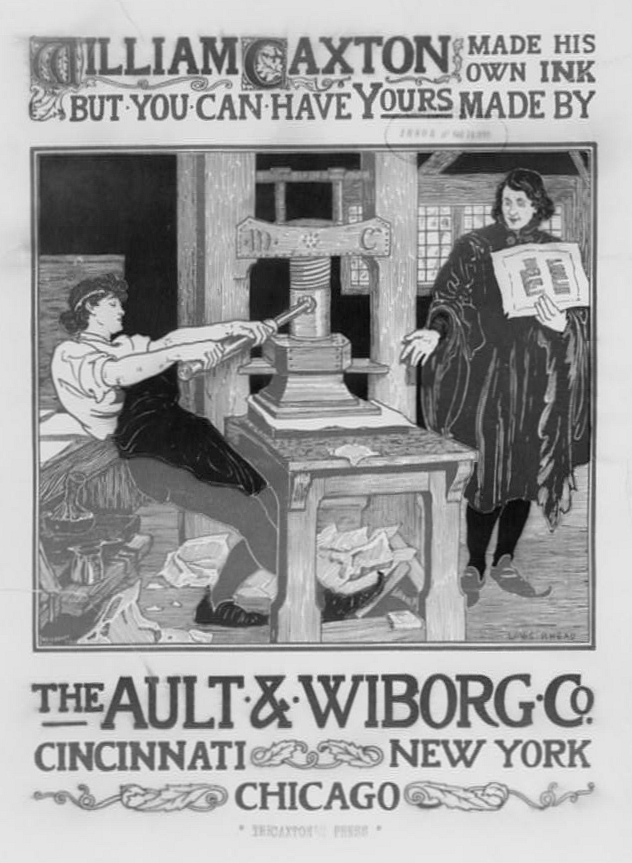
Affiche publicitaire pour une encre d'imprimerie (1896).
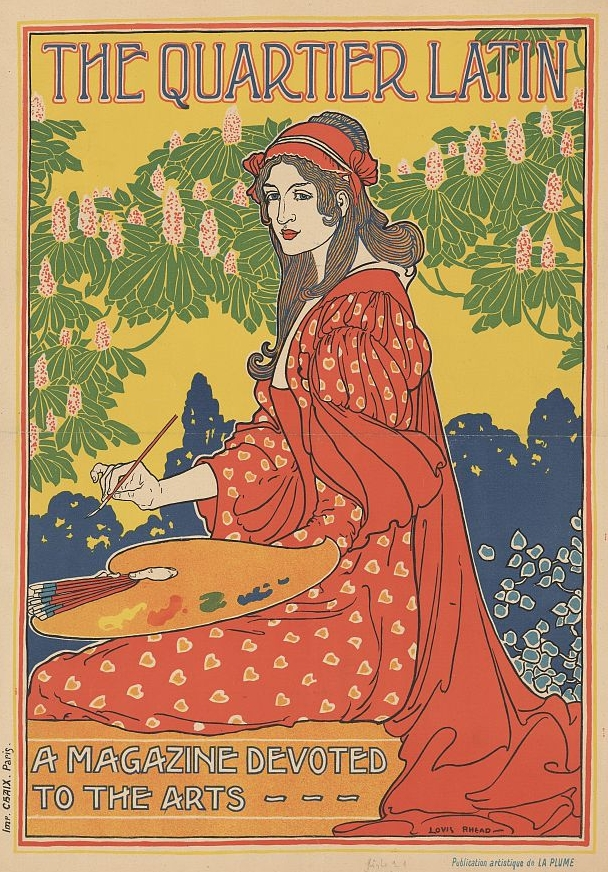
The Quartier Latin, édité par La Plume (1899)[3].
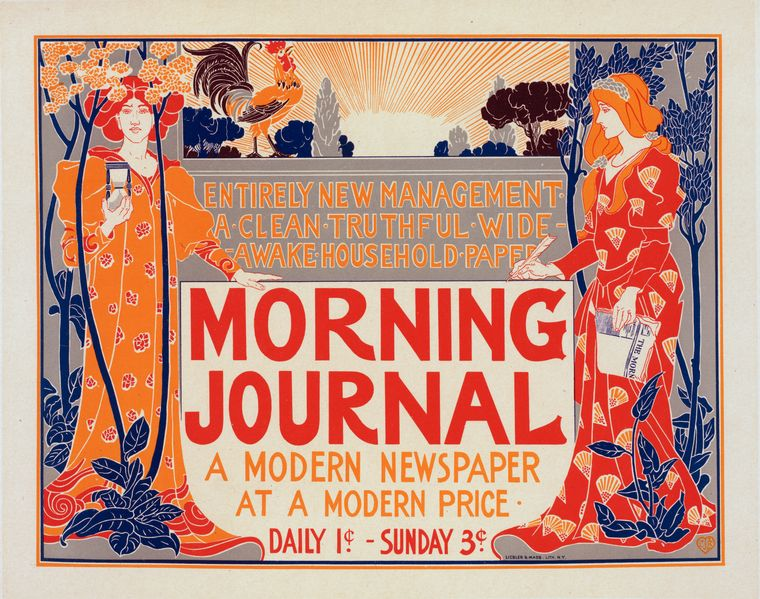
Affiche publicitaire pour le Morning Journal (1900)[4].
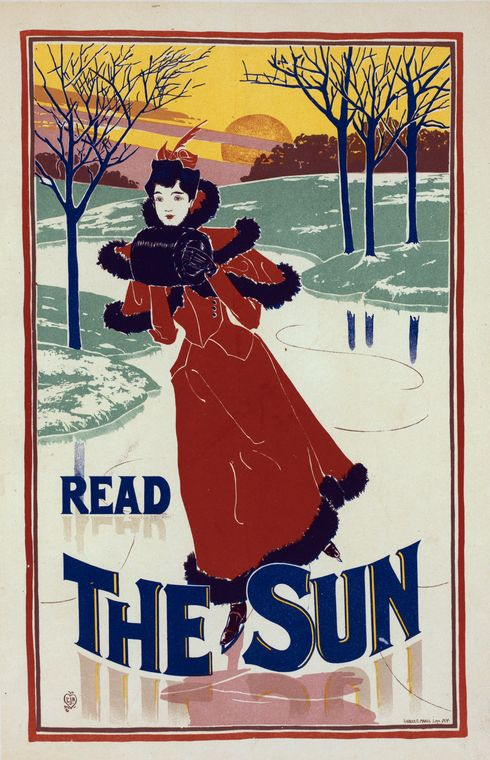
Affiche publicitaire pour The Sun (1900)[4].
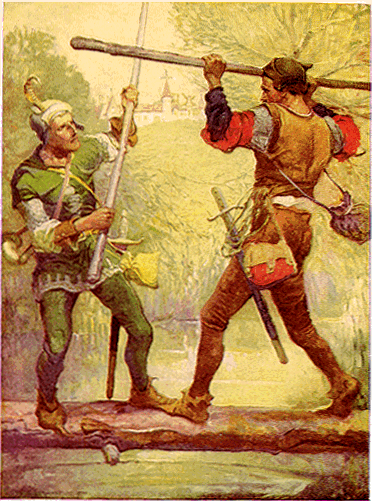
Robin des Bois et Petit Jean (1912)[5].
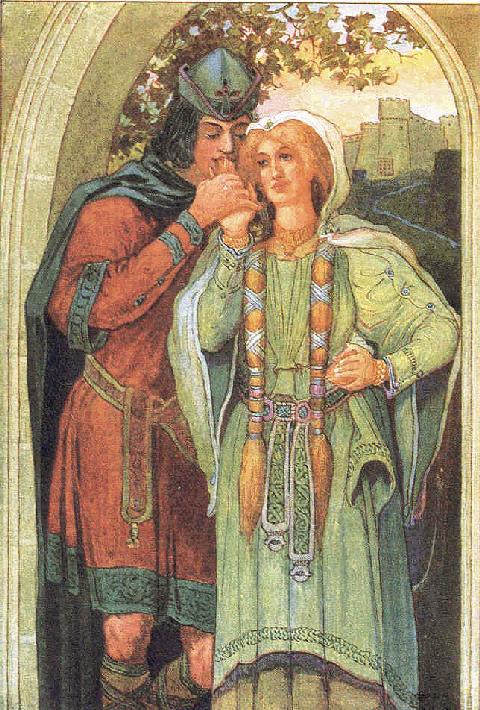
Les Adieux de Tristan et Iseut.
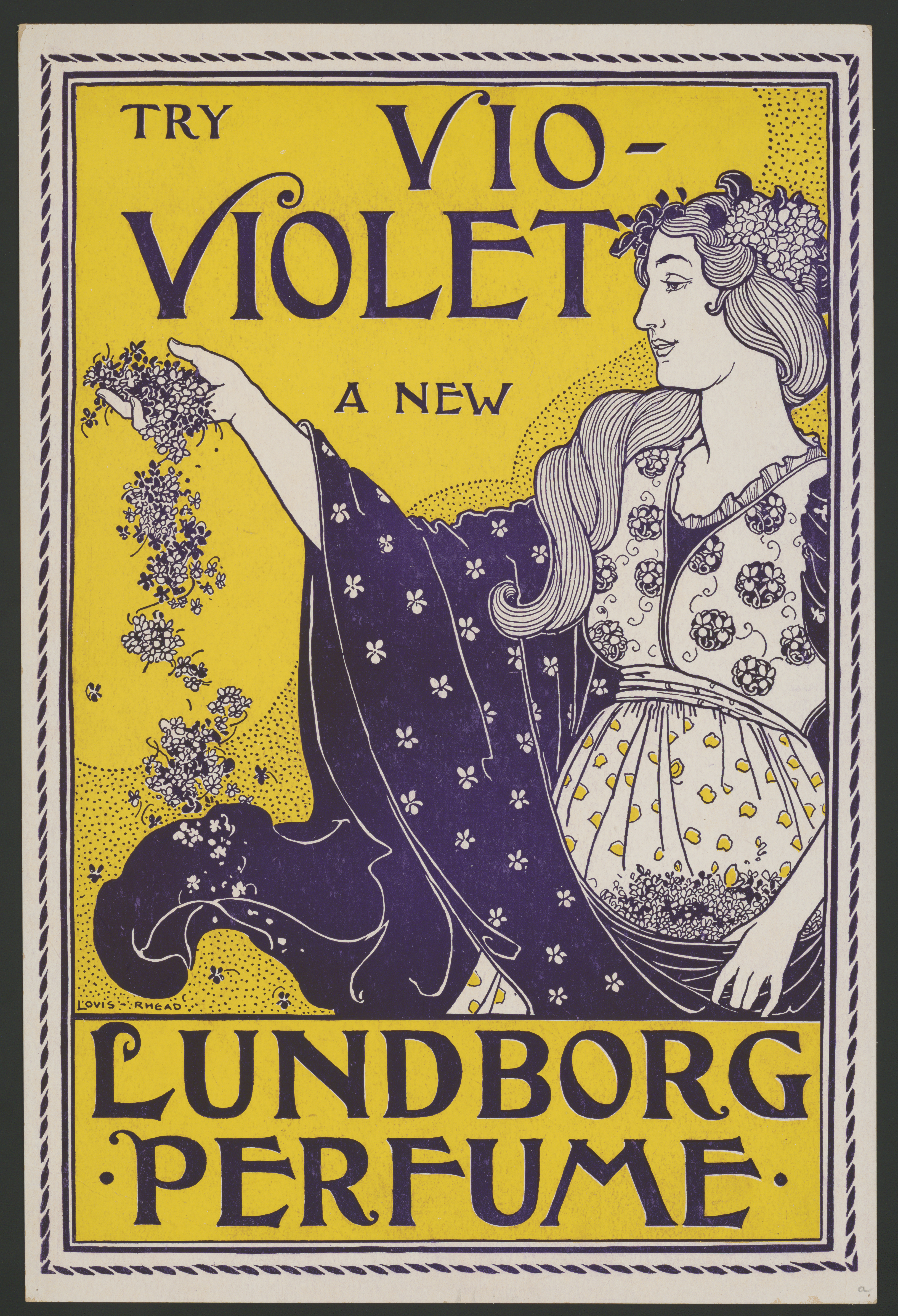
Affiche publicitaire pour un nouveau parfum.
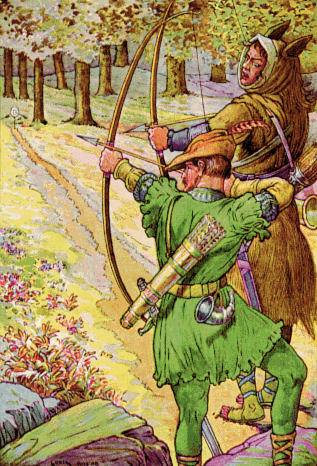
"Robin Shoots with Sir Guy", illustration pour Bold Robin Hood and His Outlaw Band: Their Famous Exploits in Sherwood Forest
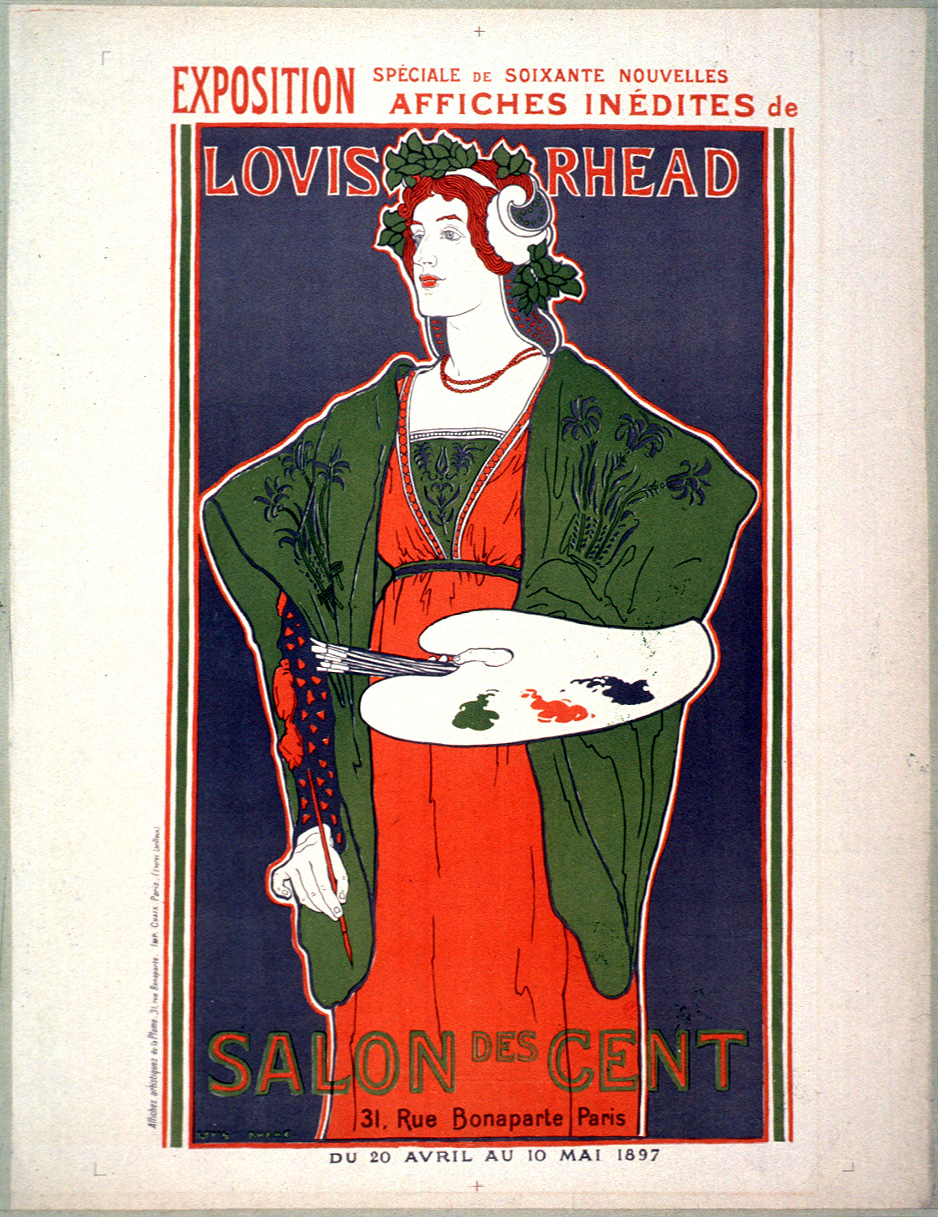
Salon des Cent avril 1897